# Damir Džumhur
Damir Džumhur (* 20. května 1992 Sarajevo) je bosenský profesionální tenista. Ve své dosavadní kariéře na okruhu ATP World Tour vyhrál tři singlové turnaje, když triumfoval na St. Petersburg Open 2017, Kremlin Cupu 2017 a Antalya Open 2018. Stal se prvním hráčem z Bosny a Hercegoviny, který vyhrál turnaj na túře ATP. Na challengerech ATP a okruhu ITF získal dvacet titulů ve dvouhře a osm ve čtyřhře.
Na žebříčku ATP byl ve dvouhře nejvýše klasifikován v červenci 2018 na 28. místě a ve čtyřhře pak v srpnu téhož roku na 117. místě. Trénuje ho Ivan Dugandžić. Na juniorském kombinovaném žebříčku ITF vystoupal nejvýše v červenci 2010 na 3. příčku.
V daviscupovém týmu Bosny a Hercegoviny debutoval v roce 2010 čtvrtfinálem 2. skupiny zóny Evropy a Afriky proti Estonsku, v němž pomohl k výhře 3:2 na zápasy vítězstvím nad Vladimirem Ivanovem. Do července 2018 v soutěži nastoupil k čtrnácti mezistátním utkáním s bilancí 13–8 ve dvouhře a 1–1 ve čtyřhře.
Bosnu a Hercegovinu reprezentoval na Letních olympijských hrách 2016 v Riu de Kaneiru, kde v úvodním kole mužské dvouhry podlehl Izraelci Dudimu Selovi.

## Tenisová kariéra
Tenis začal hrát v šesti letech v oddílu Classic Sarajevo (později přejmenovaném na Bh. Telecom Classic). Na I. letních olympijských hrách mládeže 2010 v Singapuru vybojoval bronzovou medaili ve dvouhře a na zahajovacím ceremoniálu byl vlajkonošem národní výpravy. Na Juniorském mistrovství Evropy 2010 v kategorii 18letých, hraném ve švýcarském Klostersu, dosáhl na zlatou medaili.
V sezóně 2010 si zahrál jediné své juniorky na Grand Slamu: na French Open 2010 vypadl ve druhém kole, ve Wimbledonu 2010 došel do čtvrtfinále a ve třetí fázi skončil na US Open 2010.
Na nejvyšší grandslamové úrovni dospělých debutoval v hlavní soutěži na Australian Open 2014, kde jako postoupivší z kvalifikace na úvod zdolal Jana Hájka bez ztráty setu. Ve druhé fázi mu během čtvrté sady skrečoval 32. nasazeny Chorvat Ivan Dodig. Třetí kolo pak znamenalo vyřazení od turnajové sedmičky a pozdějšího semifinalisty Tomáše Berdycha. Džumhur se tak stal historicky prvním tenistou z Bosny a Hercegoviny, který nastoupil do jakékoli zápasu hlavní soutěže turnaje Grand Slamu.
Do elitní stovky žebříčku ATP poprvé vystoupal 23. února 2015, když se posunul ze 105. na 87. místo. Do třetího kola pronikl také na French Open 2015, v němž mu v prvním kole a vedení 2:0 na sety skrečoval Michail Južnyj. Ve druhém vyřadil Marcose Baghdatise. Ve třetím kole nestačil na druhého hráče světa Rogera Federera.
Premiérový titul na okruhu ATP Tour získal na zářijovém St. Petersburg Open 2017. Ve finále zdolal italskou turnajovou trojku Fabia Fogniniho po třísetovém průběhu. V 25 letech se tak stal historicky prvním tenistou z Bosny a Hercegoviny, jenž vyhrál turnaj na túře ATP. V následném vydání žebříčku se posunul na dosavadní kariérní maximum, když mu patřila 40. příčka. Druhou trofej přidal o měsíc později na moskevském Kremlin Cupu 2017, kde startoval jako šestý nasazený. Ve finále porazil Litevce Ričardasa Berankise ve třech setech. V rozhodující sadě přitom odvrátil za stavu 3–4 a 0:40 tři brejkboly, následně sám prolomil servis a při podání na vítězství v zápase opět dotahoval ztrátu 0:40. Šňůrou pěti míčů však získal zápas ve svůj prospěch. V následném vydání žebříčku ATP se posunul na dosavadní maximum, když figuroval na 31. příčce. V moskevské čtyřhře se probojoval s Chorvatem Antoniem Šančićem také do závěrečného zápasu soutěže. Z finálového duelu však odešli poraženi od nejvýše nasazeného bělorusko-rakouského páru Max Mirnyj a Philipp Oswald.
Ve třetím kole French Open 2018 nevyužil mečbol v desáté hře páté sady proti světové trojce Alexandru Zverevovi, ani následnou výhodu podání za stavu gamů 6–5, a utkání ztratil. Zverev tak poprvé v kariéře porazil na grandslamu tenistu z první padesátky žebříčku ATP, když Džumhurovi patřila dvacátá devátá příčka.

## Finále na okruhu ATP World Tour
| Legenda                           |
| D – dvouhra; Č – čtyřhra          |
| Grand Slam (0)                    |
| Turnaj mistrů (0)                 |
| ATP World Tour Masters 1000 (0)   |
| ATP World Tour 500 (0)            |
| ATP World Tour 250 (3–1 D; 0–1 Č) |

### Dvouhra: 4 (3–1)
| Stav      | č. | datum           | turnaj                       | povrch    | soupeř ve finále      | výsledek      |
| --------- | -- | --------------- | ---------------------------- | --------- | --------------------- | ------------- |
| Finalista | 1. | 26. srpna 2017  | Winston-Salem, Spojené státy | tvrdý     | Roberto Bautista Agut | 4–6, 4–6      |
| Vítěz     | 1. | 24. září 2017   | Petrohrad, Rusko             | tvrdý (h) | Fabio Fognini         | 3–6, 6–4, 6–2 |
| Vítěz     | 2. | 22. října 2017  | Moskva, Rusko                | tvrdý (h) | Ričardas Berankis     | 6–2, 1–6, 6–4 |
| Vítěz     | 3. | 30. června 2018 | Antalya, Turecko             | tráva     | Adrian Mannarino      | 6–1, 1–6, 6–1 |

### Čtyřhra: 1 (0–1)
| Stav      | č. | datum          | turnaj        | povrch    | spoluhráč      | soupeři ve finále         | výsledek |
| --------- | -- | -------------- | ------------- | --------- | -------------- | ------------------------- | -------- |
| Finalista | 1. | 22. října 2017 | Moskva, Rusko | tvrdý (h) | Antonio Šančić | Max Mirnyj Philipp Oswald | 3–6, 5–7 |

## Tituly na challengerech ATP a okruhu Futures
| Legenda                |
| ---------------------- |
| Challengery (8 D; 0 Č) |
| Futures (12 D; 8 Č)    |

### Dvouhra (20 titulů)
| č.  | datum              | turnaj                                | povrch    | soupeř ve finále        | výsledek      |
| --- | ------------------ | ------------------------------------- | --------- | ----------------------- | ------------- |
| 1.  | 16. května 2011    | Brčko, Bosna a Hercegovina            | antuka    | Aldin Šetkić            | 6–3, 5–7, 7–5 |
| 2.  | 4. září 2011       | Osijek, Chorvatsko                    | antuka    | Mislav Hižak            | 6–1, 6–4      |
| 3.  | 30. října 2011     | Dubrovník, Chorvatsko                 | antuka    | Marek Michalička        | 6–4, 7–6(7–4) |
| 4.  | 27. listopadu 2011 | Antalya, Turecko                      | antuka    | Ivan Bjelica            | 6–1, 6–1      |
| 5.  | 5. února 2012      | Antalya, Turecko (2)                  | tvrdý     | Nikolaus Moser          | 6–4, 7–6(7–4) |
| 6.  | 1. dubna 2012      | Cividino, Itálie                      | tvrdý (h) | Charles-Antoine Brézac  | 6–4, 6–4      |
| 7.  | 6. května 2012     | Doboj, Bosna a Hercegovina            | antuka    | Florian Reynet          | 6–0, 4–6, 6–0 |
| 8.  | 20. května 2012    | Brčko, Bosna a Hercegovina (2)        | antuka    | Toni Androić            | 7–6(7–2), 6–2 |
| 9.  | 3. června 2012     | Kiseljak, Bosna a Hercegovina         | antuka    | Norbert Gombos          | 6–3, 7–6(7–3) |
| 10. | 17. února 2013     | Záhřeb, Chorvatsko                    | tvrdý (h) | Marco Cecchinato        | 6–2, 7–5      |
| 11. | 19. května 2013    | Plovdiv, Bulharsko                    | antuka    | Miljan Zekić            | 6–3, 6–3      |
| 12. | 27. října 2013     | Dubrovniík, Chorvatsko (2)            | antuka    | Victor Crivoi           | 6–2, 4–6, 6–4 |
| 13. | 13. dubna 2014     | Mersin, Turecko                       | antuka    | Pere Riba               | 7–6(7–4), 6–3 |
| 14. | 8. června 2014     | Arad, Rumunsko                        | antuka    | Pere Riba               | 6–4, 7–6(7–3) |
| 15. | 13. července 2014  | San Benedetto del Tronto, Itálie      | antuka    | Andreas Haider-Maurer   | 6–3, 6–3      |
| 16. | 15. února 2015     | Santo Domingo, Dominikánská republika | antuka    | Renzo Olivo             | 7–5, 3–1skreč |
| 17. | 13. září 2015      | Alphen aan den Rijn, Nizozemsko       | antuka    | Igor Sijsling           | 6–1, 2–6, 6–1 |
| 18. | 17. října 2015     | Casablanca, Maroko                    | antuka    | Daniel Muñoz de la Nava | 3–6, 6–3, 6–2 |
| 19. | 25. června 2017    | Blois, Francie                        | antuka    | Calvin Hemery           | 6–1, 6–3      |
| 20. | 10. září 2023      | Istanbul, Turecko                     | tvrdý     | Lukáš Klein             | 7–6(7–5), 6–3 |

### Čtyřhra (8 titulů)
| č. | datum              | turnaj                | povrch | spoluhráč      | soupeři ve finále               | výsledek               |
| -- | ------------------ | --------------------- | ------ | -------------- | ------------------------------- | ---------------------- |
| 1. | 30. října 2010     | Dubrovník, Chorvatsko | antuka | Tomislav Brkić | Kristijan Mesaroš Marin Milan   | 2–6, 6–1, [11–9]       |
| 2. | 22. ledna 2011     | Ejlat, Izrael         | tvrdý  | Ismar Gorčić   | Steven Diez Nikola Čačić        | 6–3, 6–4               |
| 3. | 25. června 2011    | Bělehrad, Srbsko      | antuka | Aldin Šetkić   | Goran Tošić Nikola Čačić        | 2–6, 7–6(7–4), [10–6]  |
| 4. | 3. září 2011       | Osijek, Chorvatsko    | antuka | Mate Pavić     | Dino Marcan Marin Draganja      | 6–4, 3–6, [10–5]       |
| 5. | 26. listopadu 2011 | Antalya, Turecko      | tvrdý  | Aldin Šetkić   | Tomislav Brkić Ivan Bjelica     | 6–4, 6–3               |
| 6. | 4. února 2012      | Antalya, Turecko (2)  | tvrdý  | Aldin Šetkić   | Abdullah Maqdas Ruan Roelofse   | 6–4, 4–6, [10–5]       |
| 7. | 26. dubna 2013     | Vicenza, Itálie       | antuka | Nikola Čačić   | Alessandro Motti Matteo Volante | 6–3, 6–4               |
| 8. | 18. května 2013    | Plovdiv, Bulharsko    | antuka | Miljan Zekić   | Dinko Halačev Petar Trendafilov | 7–5, 6–7(4–7), [12–10] |

## Vítězství nad hráči Top 10
Přehled
| Sezóna    | 2016 | 2017 | Celkem |
| --------- | ---- | ---- | ------ |
| Vítězství | 2    | 2    | 4      |

Vítězství
| Č.   | hráč             | ATP | turnaj                         | povrch | fáze        | skóre              | Džumhur |
| ---- | ---------------- | --- | ------------------------------ | ------ | ----------- | ------------------ | ------- |
| 2016 |                  |     |                                |        |             |                    |         |
| 1.   | Rafael Nadal     | 5.  | Miami, Spojené státy americké  | tvrdý  | 2. kolo     | 2–6, 6–4, 3–0skreč | 94.     |
| 2.   | Tomáš Berdych    | 7.  | Monte-Carlo, Monako            | antuka | 2. kolo     | 6–4, 6–7(1–7), 6–3 | 99.     |
| 2017 |                  |     |                                |        |             |                    |         |
| 3.   | Stan Wawrinka    | 3.  | Dubaj, Spojené arabské emiráty | tvrdý  | 1. kolo     | 7–6(7–4), 6–3      | 77.     |
| 4.   | Alexander Zverev | 4.  | Šen-čen, ČLR                   | tvrdý  | čtvrtfinále | 6–4, 7–5           | 40.     |